# Kabupaten Serang (kabupaten i Indonesien)
Kabupaten Serang är ett kabupaten i Indonesien.   Det ligger i provinsen Banten, i den västra delen av landet, 90 km väster om huvudstaden Jakarta. Antalet invånare är 1 402 818.